# Гельвеція

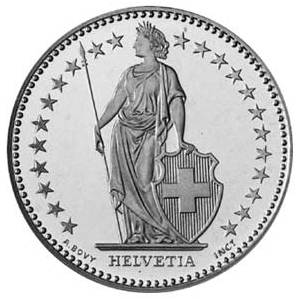
Стояча Гельвеція на аверсі швейцарської монети номіналом 2 франки

Гельвеція ([hɛlˈviːʃə]) — національне уособлення Швейцарії, офіційна назва — Confoederatio Helvetica, Швейцарська Конфедерація.
Алегорія зазвичай зображена в розвіяному одязі, зі списом і щитом, прикрашеними швейцарським прапором, і зазвичай із заплетеним волоссям і вінком як символом конфедерації. 
Назва походить від етноніму гельвети, назви племені галлів, що населяло Швейцарське плато до римського завоювання.

## Історія

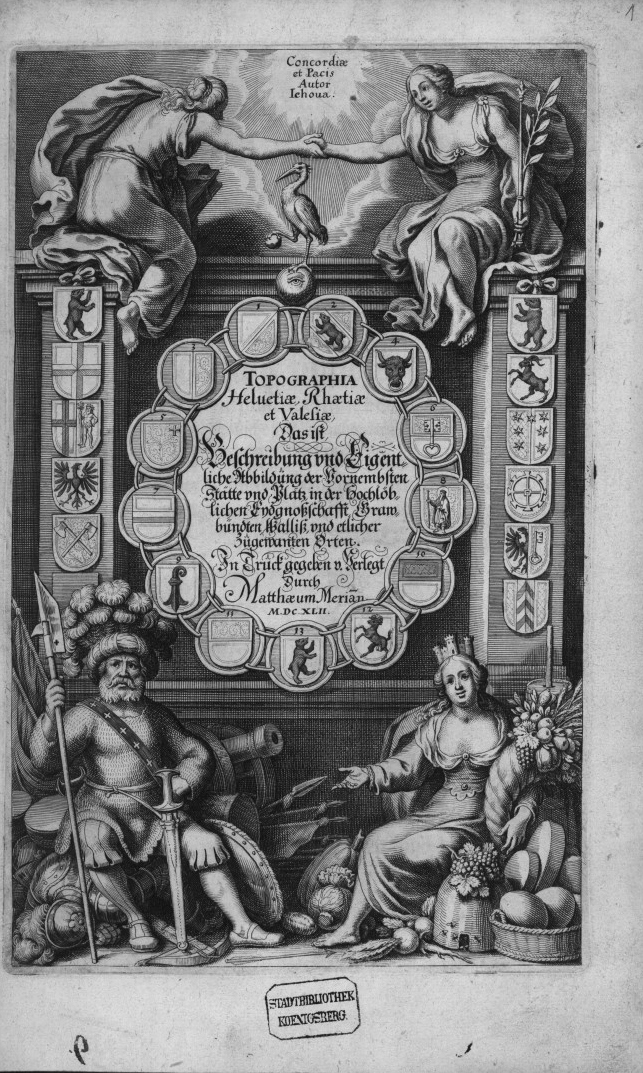
Маттеус Меріан (1642)

Мода зображати Швейцарську Конфедерацію в жіночих алегоріях виникла в XVII столітті. 
Це замінило попередню конвенцію, популярну в 1580-х роках, що представляла Швейцарію у вигляді бика (нім. Schweizer Stier).
У першій половині XVII століття жодна алегорія не була ідентифікована як Гельвеція. 
Швидше, кілька алегорій представляли як чесноти, так і вади конфедерації. 
На титульній сторінці своєї Топографії 1642 року Маттеус Меріан зобразив дві алегоричні фігури , розташовані під титульною панеллю: одна — це фігура озброєного Айдгеноссе (нім. Eidgenosse), що символізує швейцарську військову доблесть і суверенітет, інша — жіноча алегорія Абунданція, увінчана міськими валами. 

Жіночі алегорії окремих кантонів передують окремій фігурі Гельвеції. 
Є зображення Республіка Тігурина-Вірго (1607), Люцерна, показана в 1658 році з переможцем Фільмергена Крістофом Пфіффером, і Берна 1682 року.
У наступні півстоліття Абунданція Меріан розвинеться до фігури власне Гельвеції. 
Масляна картина 1677/78 років із Золотурна, відома як Лібертас Гельвеція (Libertas Helvetiae), показує жіночу алегорію Лібертас, що стоїть на стовпі. 
У 1672 році на олійній картині Альбрехта Каува було зображено кілька фігур, позначених як Гельвеція модерна (Helvetia moderna). Вони представляють такі пороки, як Волупія і Аваритія, що контрастують з чеснотами Helvetia antiqua (не показано на картині).
14 вересня 1672 року в Цугу була поставлена монументальна барокова п'єса Йоганна Каспара Вейсенбаха під назвою Eydtgnossisch Contrafeth Auff- und Abnemmender Jungfrawen Helvetiae. 
П'єса сповнена алегорій, що ілюструють піднесення Гельвеції та її занепад після Реформації. 
У 4-му акті Abnemmende Helvetiae або «Гельвеція, що занепадає», стикається з Атейсмом і Політиком , тоді як старі чесноти залишають її. 
У фінальній сцені Христос з’являється, щоб покарати норовливу дівчину, але Богородиця та Ніклаус фон Флюе заступаються, і розкаяна грішниця отримує прощення.
Ідентифікація швейцарців як «гельветів» (Hélvetiens) стає загальноприйнятою у XVIII столітті, особливо у французькій мові, як у дуже патріотичній «Histoire des Hélvetiens» Франсуа-Жозефа-Ніколя д'Альт де Тіффенталя (1749–1753), а потім Олександра Людвіга (Histoire de la Confédération hélvetique) (1754). 
Гельвеція з’являється в патріотичному та політичному мистецтві в контексті побудови національної історії та ідентичності на початку XIX століття, після розпаду Наполеонівської Гельветійської Республіки, і вона з’являється на офіційних федеральних монетах і марках від заснування Швейцарії як федеральної держави в 1848 році.

## Назва Швейцарії
Швейцарська монета номіналом п'ять франків з латинським написом Confœderatio Helvetica
Швейцарська Конфедерація продовжує використовувати назву в латинській формі, коли використання будь-якої або всіх її чотирьох офіційних мов є недоречним або незручним. Таким чином, ім'я з'являється на поштових марках, монетах та інших цілях; повна назва, Confœderatio Helvetica, скорочена для використання на кшталт ISO 3166-1 alpha-2 і реєстраційного коду транспортного засобу CH, а також ccTLD, .ch.
Примітно, що переклади терміну Гельвеція досі служать назвою Швейцарії в таких мовах, як ірландська, в якій країна відома як An Eilvéis, грецька, в якій вона відома як Ελβετία (Elvetia), і румунська, в якій вона відома як Elveția. 
В італійській мові Elvezia ввжається архаїчним, але демонім іменник/прикметник elvetico зазвичай використовується як синонім svizzero. 
Французькою мовою швейцарців можна назвати Helvètes. 
Німецьке слово Helvetien використовується як синонім слова КурсивSchweiz і має вищу поетичну цінність. 
Helvetien також більш поширений у Німеччині; німецькомовні швейцарці використовують Helvetia або Helvetica як поетичні синоніми своєї країни.

## Галерея

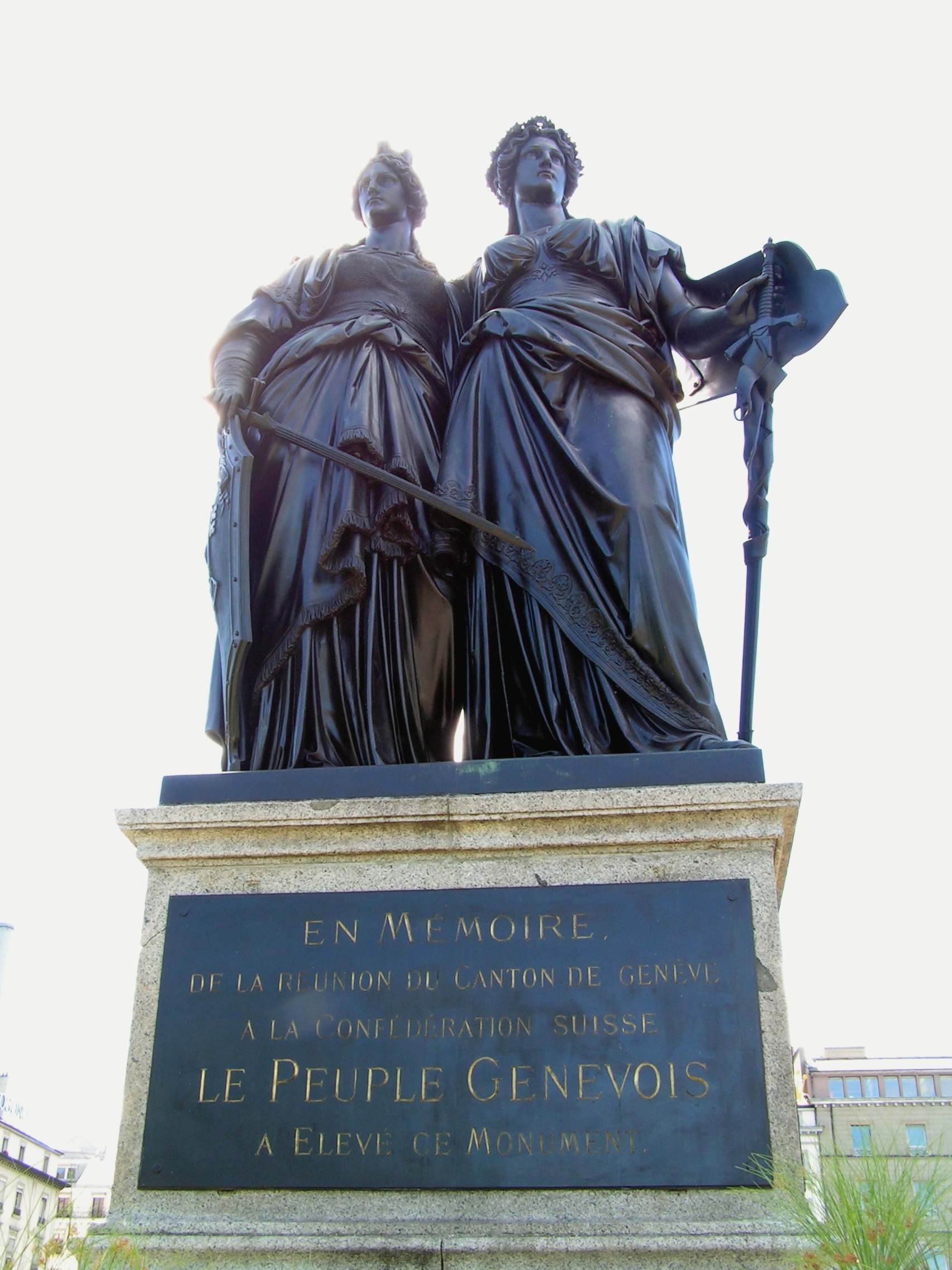
Гельвеція (справа) з «Женевою» (пам'ятник у Женеві)
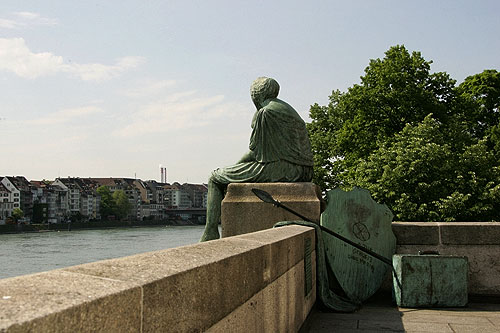
Helvetia auf Reisen («Гельвеція в подорожі»), статуя в Базелі
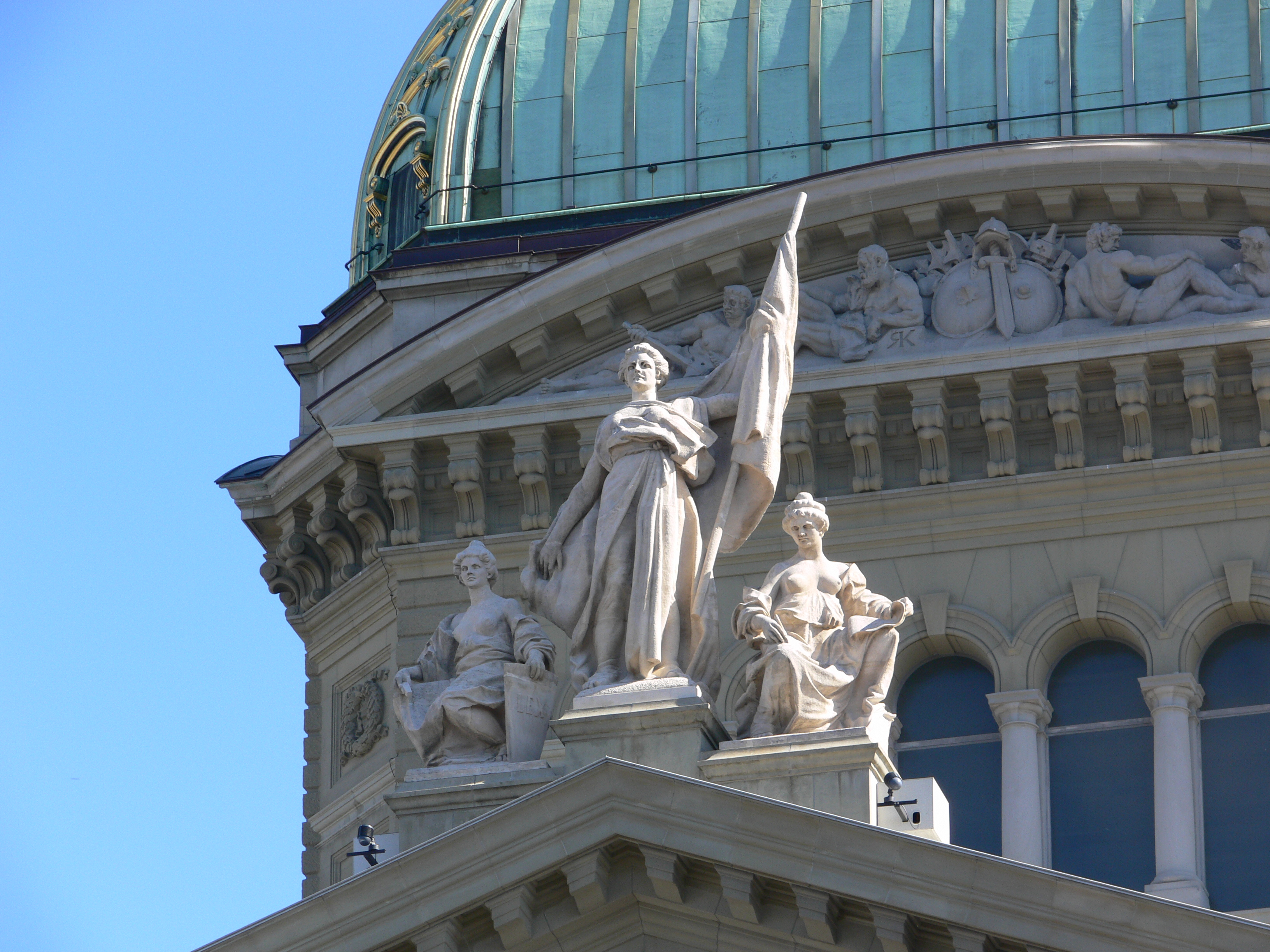
Статуя Гельвеції на Федеральному палаці Швейцарії, Берн
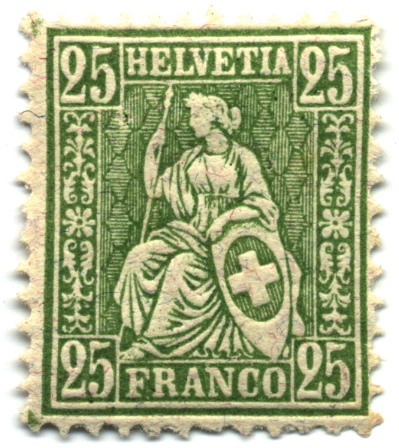
Гельвеція на швейцарській поштовій марці номіналом 25 сантимів, 1881 рік
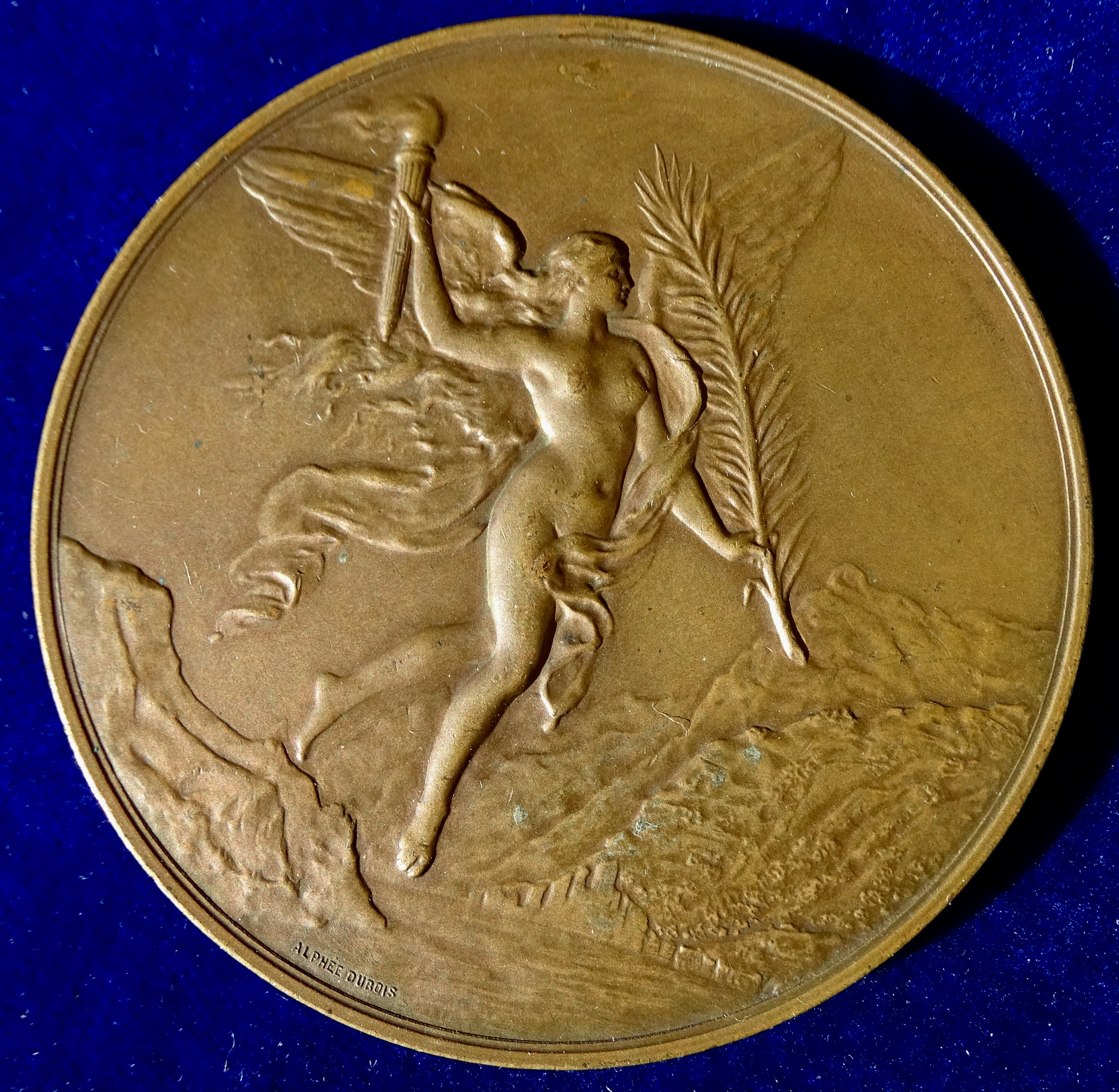
Гельвеція, що летить над озером Люцерн, на медалі до 600-річчя Швейцарії, 1891 р. Альфе Дюбуа, аверс
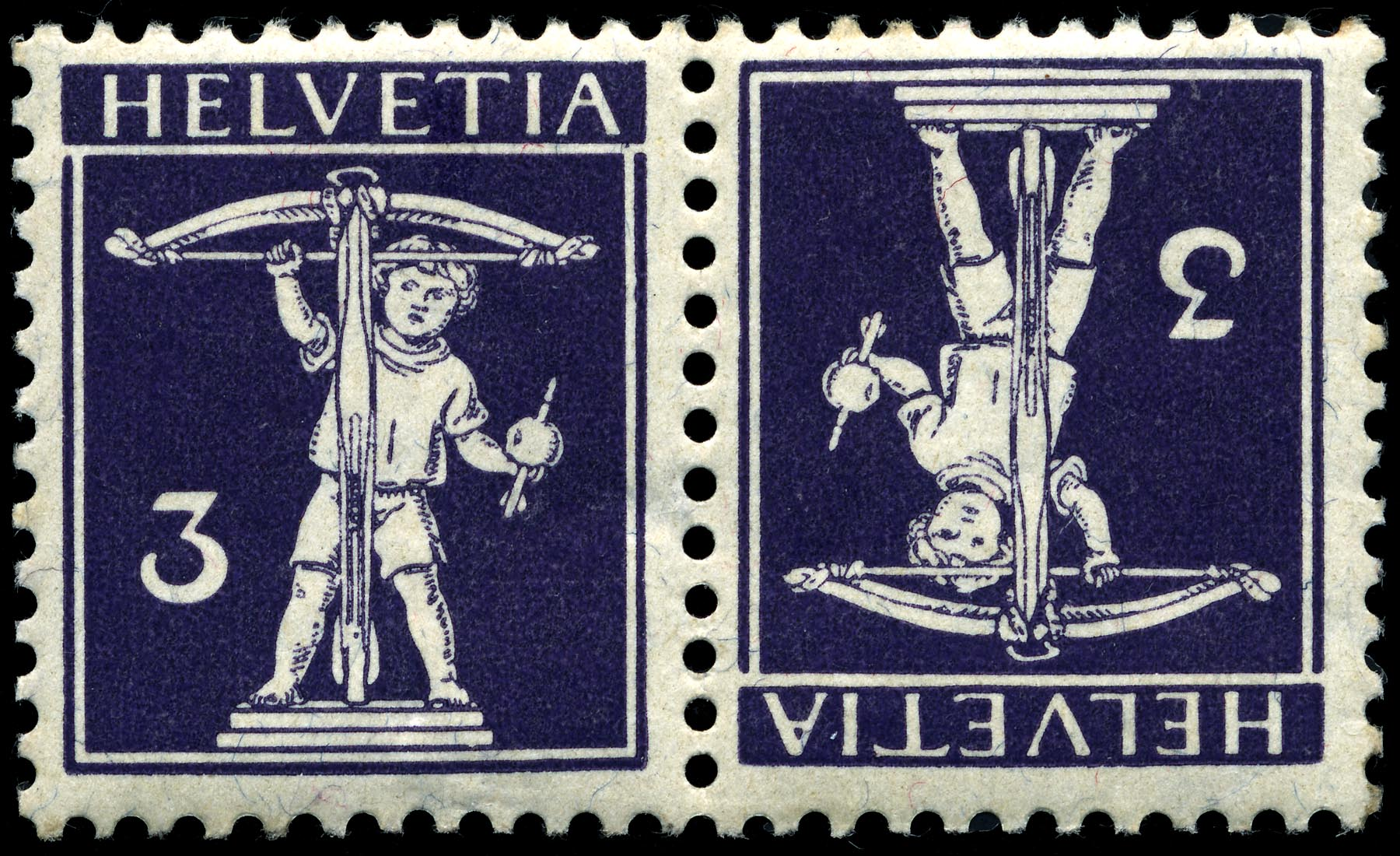
На швейцарських марках є напис «Helvetia», що означає Швейцарію.
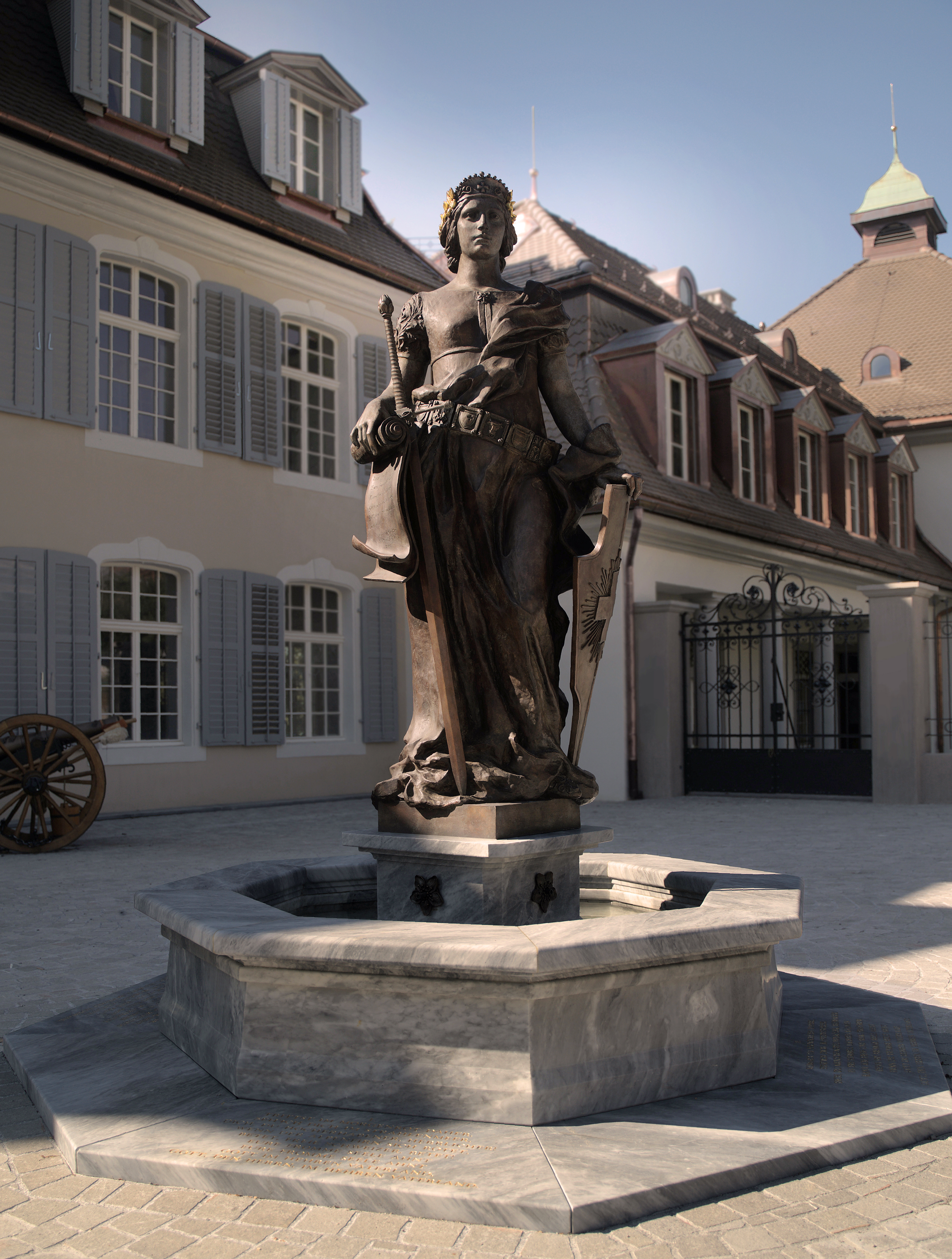
Гельвеція та швейцарський псалом Анни Банг, Санкт-Карлсгоф у Цугу